# Daniel Vincent Gordh
Daniel Vincent Gordh est un acteur, producteur et scénariste américain, né le 24 juin 1985. Il est principalement et probablement connu pour le rôle de William Darcy dans la série télévisée The Lizzie Bennet Diaries.

## Biographie

### Jeunesse et formation
Daniel Vincent Gordh est né le 24 juin 1985. En 2007, il obtient le diplôme du baccalauréat universitaire ès lettres à l’université de Californie à San Diego, où, durant ses études entre 2006 et 2007, il prend part aux compétitions de plongeon et est considéré comme meilleur plongeur de l’année.

### Carrière
En 2004, Daniel Vincent Gordh joue pour la première fois dans le moyen métrage Living Like Fire de Will Gordh. En 2008, il apparaît dans rôle du jeune Nick Vera dans l’épisode De l'or dans la voix de la sixième saison de Cold Case : Affaires classées (Cold Case). Il participe dans de nombreux web-séries, dont, entre 2012-2014, il devient un acteur habitué dans The Lizzie Bennet Diaries pour laquelle il est nommé comme meilleur acteur dans une série télévisée à la cérémonie de Streamy Awards en 2014. Il apparaît dans les séries télévisées Cracked Advice Board (2011), Hipsterhood (2013), dans le court métrage The Dark Knight Legacy de Brett Register pour Machinima et dans l’émission Hollywood Acting Studio (2013).

### Vie privée
Daniel Vincent Gordh est ouvertement gay, après avoir fait son coming out sur les réseaux sociaux en 2015.

## Filmographie

### En tant qu’acteur

#### Films
- 2004 : Living Like Fire de Will Gordh : Darren (moyen métrage)
- 2011 : Black Velvet de Tim Pape : Pete
- 2017 : Non-Transferable  de Brendan Bradley : le musicien Josh

#### Courts métrages
- 2008 : How to Bury Betty de Erica Bentley : Josh
- 2008 : The Game de Will Gordh : un ami
- 2008 : Fun with Lesley de Will Gordh : Lesley
- 2009 : Iris de Will Gordh
- 2012 : The Problem with High School de Katy Stoll
- 2012 : How Stupid Words Get Added to the Dictionary de Will Gordh : Dr Goodrich
- 2013 : The Dark Knight Legacy de Brett Register : Nightwing
- 2015 : If the Internet Was a High School d’Abe Epperson : Twitter
- 2016 : Unfinished Business d’Adam Ganser : Joe

#### Téléfilms
- 2016 : Romance à l'hôtel (Change of Heart) de Stephen Bridgewater : Ben
- 2016 : The Hindenburg Explodes! de Danny Jelinek : un Nazi
- 2018 : Nuit de terreur pour la baby-sitter (Kill the Babysitter) de Jake Helgren : Glenn

#### Séries télévisées
- 2008 : Cold Case : Affaires classées (Cold Case) : Nick Vera, en 1989 (saison 6, épisode 8 : De l'or dans la voix (Triple Threat))
- 2009 : Those Aren't Muskets (3 épisodes)
- 2010 : Mad Men : le jeune nageur (saison 4, épisode 8 : Été 65 (The Summer Man))
- 2011-2012 : Cracked Advice Board : Dr Cone (10 épisodes)
- 2012-2014 : The Lizzie Bennet Diaries : William Darcy (12 épisodes)
- 2013 : Domino: Gigi Darcy : William Darcy (4 épisodes)
- 2013 : Welcome to Sanditon : William Darcy (saison 1, épisode 26 : Packet Loss)
- 2013 : Hipsterhood : Westin (4 épisodes)
- 2013-2014 : Hollywood Acting Studio : Thomas (12 épisodes)
- 2014 : Rom.Com : Mike (épisode : The 7 Most Popular Lies to Tell in Online Dating Profiles )
- 2015 : EastSiders : Henry (2 épisodes)
- 2016 : I Ship It : l’agent (saison 1, épisode 2 : Let's Start a Band)
- 2016 : Honest Ads : un homme (saison 3, épisode 6 : If Coffee Commercials Were Honest)
- 2016 : We're Not Alone : le commandant Hawk (saison 1, épisode 1 : Plot)
- 2018 : Disney Owns You : John Lasseter (saison 1, épisode 6 : Pixar)
- 2018 : Sorry for Your Loss : Mike (saison 1, épisode 8 : A Widow Walks into a Wedding)
- 2018 : Play by Play : Ice Byrd (saison 2, épisode 3 : Get a Job)

### En tant que producteur

#### Court métrage
- 2008 : The Game de Will Gordh

#### Séries télévisées
- 2011-2012 : Cracked Advice Board (5 épisodes)
- 2013-2014 : Hollywood Acting Studio (7 épisodes)

### En tant que scénariste

#### Film
- 2008 : NightWatcher de Will Gordh (vidéo)

#### Court métrage
- 2009 : Iris de Will Gordh

#### Série télévisée
- 2011-2012 : Cracked Advice Board (4 épisodes)

## Distinction
Nomination
- Streamy Awards 2014 : Meilleur acteur dans la série télévisée The Lizzie Bennet Diaries